# Pinós
Pinós – gmina w Hiszpanii, w prowincji Lleida, w Katalonii, o powierzchni 104,45 km². W 2011 roku gmina liczyła 302 mieszkańców.